# Peter Schwingen

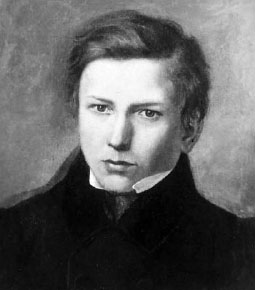
Verschollenes Selbstbildnis, um 1830

Peter Schwingen (* 14. Oktober 1813 in Muffendorf; † 6. Mai 1863 in Düsseldorf) war ein deutscher Genre- und Porträtmaler der Düsseldorfer Malerschule.

## Leben

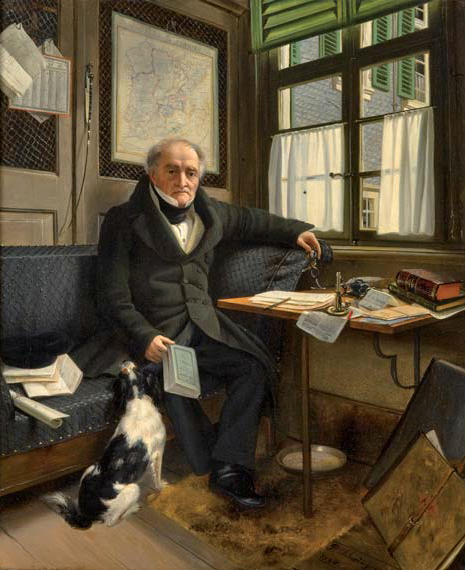
Peter de Weerth, 1838

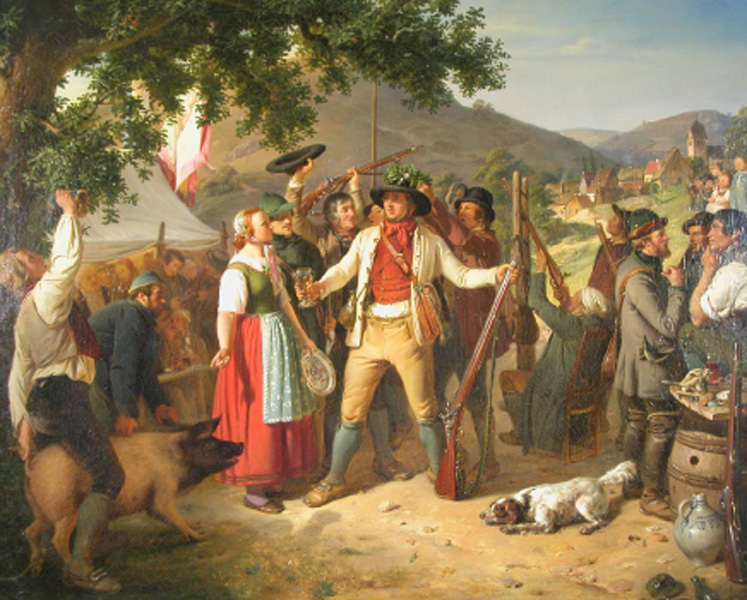
Preisschießen um ein fettes Schwein, 1844

Der Sohn eines Feldhüters und Kleinbauern kam im Alter von 19 Jahren, unterstützt durch ein Stipendium des preußischen Staates, an die Düsseldorfer Akademie. Dieses Stipendium hatte ihm Prinzessin Marianne von Preußen vermittelt, eine geborene Prinzessin von Hessen-Homburg und Gattin des Prinzen Wilhelm von Preußen, des jüngsten Bruders König Friedrich Wilhelms III. Seine Lehrer waren Karl Ferdinand Sohn, Theodor Hildebrandt und Friedrich Wilhelm von Schadow. Seine Leistungen an der Akademie in Porträt- und Genremalerei wurden durchweg „gut“ oder „sehr gut“ beurteilt. 1837, kurz vor der Geburt der Tochter Caroline Philippine, heiratete er Magdalene Philippine, die Tochter seines Vermieters, des Schneidermeisters Schmitz.
Schwingen wurde bekannt durch einen Martinsabend und erhielt zahlreiche Porträtaufträge aus Elberfeld und Barmen, die er als Innenraumporträts anlegte und damit einen für Düsseldorf ungewöhnlichen Weg ging. Damit knüpfte er an das Innenraumporträt der niederländischen Kunst des 17. Jahrhunderts an. Außerdem verband er in seinen Porträts die Charakterisierung des Individuellen mit einer sachlich strengen Darstellung, ein Konzept, das er bei Heinrich Christoph Kolbes Bildnissen vorfinden konnte. Auf diese Weise vermittelt er ein realistisches Bild bürgerlicher Lebensweise und häuslicher Kultur aus dem Jahrzehnt vor der Revolution von 1848. Bekannt wurde er vor allem durch sein Porträt des Elberfelders Peter de Weerth. Nach Kontaktanbahnung durch Johann Josef Scotti stellte Schwingen ab 1837 etwa 14 Gemälde für de Weerth her.
Seine Genrebilder greifen die Themen seines heimatlichen ländlichen Umfelds auf. Sie wurden im Vormärz deutlich politischer wie z. B. in seiner Pfändung und der Heimkehr vom Felde. Manche Themen seiner frühen Werke variierte er mehrfach und es gelang ihm, sich am Markt zu behaupten. Größere Formate von Genrebildern malte er bis in die Zeit kurz vor seinem Tod, und er konnte sich wegen seiner stetigen Verkäufe durchaus eine Wohnung in einer guten Wohngegend Düsseldorfs leisten. Er starb keineswegs „arm und vergessen“, wie es die Fama verbreitet. Die Forschung geht heute davon aus, dass Schwingen ca. 200 Ölgemälde geschaffen hat, rund 165 davon sind bisher (2023) bekannt geworden.
Erst der Kunsthistoriker Walter Cohen entdeckte ihn neu und widmete ihm mehrere Veröffentlichungen, allerdings kannte er nur wenige Werke Schwingens aus eigener Anschauung. Die Peter-Schwingen-Gesellschaft in Bonn-Bad Godesberg widmete sich bis 2014 (Auflösung des Vereins) der Erforschung und Publikation seiner Werke. Das Werkverzeichnis wird fortgeführt von Pia Heckes (Bonn). Schwingen gilt heute als einer der führenden Genremaler der Düsseldorfer Schule.